# Hieracium kneissaeum
Hieracium kneissaeum es una especie de planta con flor del género Hieracium, de la familia Asteraceae, orden Asterales.

## Distribución
Hieracium kneissaeum se distribuye por Líbano.

## Taxonomía
Fue descrita científicamente por Mout.
Tratamiento taxonómico
La especie aparece registrada en una sección de la publicación Saussurea.